# Fossarininae
Fossarininae is een onderfamilie van weekdieren uit de klasse van de Gastropoda (slakken).

## Geslachten
- Broderipia Gray, 1847
- Clydonochilus P. Fischer, 1890
- Fossarina A. Adams & Angas, 1864
- Minopa Iredale, 1924
- Synaptocochlea Pilsbry, 1890